# Горні Плана
Горні Плана (чеськ. Horní Planá, нім. Oberplan) — містечко в окрузі Чеський Крумлов в Південночеському краї, Чехія.

## Географія

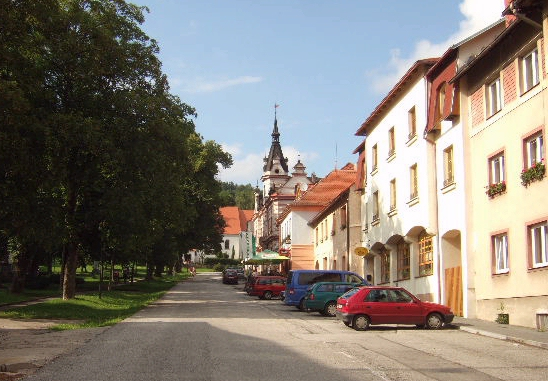
Центр міста

Місто розташоване в регіоні Богемський ліс на південно-східному краю Національного парку Шумава, на північному березі водосховища греблі Ліпно, на південь від району військової підготовки Болетиці. Його мальовнича обстановка, про яку писав поет Адальберт Стіфтер (1805—1868), робить це місце популярним для мандрівників. Поряд з водосховищем Ліпно простягається лісиста територія з кількома покинутими селами до водовідливного поділу Влтава — Дунай (частина головного європейського вододілу) та кордон з Австрією на відстані близько 7 км.

## Історія
Горні Плана була частиною маєтків абатства Злати-Коруни, заснованого пржемисловичським королем Чехії Оттокаром II 1263 року. Король Карлом IV 1349 р. надав містечку ринкові права. Світське місто під час гуситських воєн у 1420 р., було включене до Чеського Крумлова, потім перебувала у власності Дому Розенберга (Rožmberkové). 1568 року на герб міста було додано знак Розенберга.
1892 року місто отримало доступ до залізничної лінії «Об'єднаної залізниці богемського лісу» від Чешких Будейовіц до залізничного вузла Черні Кржиж. До 1945 року місцеве населення переважно складалося з судетських німців.
Місто був анексовано нацистською Німеччиною після Мюнхенської угоди 1938 р. та включене до рейхсгауського Обердонау.
У травні 1945 року американські війська під командуванням генерал-майора Стаффорда ЛеРоя Ірвіна захопили місто. Після Другої світової війни її включили до Чехословацької Республіки, а решту німецького населення була вислано до Німеччини.

## Помітні люди

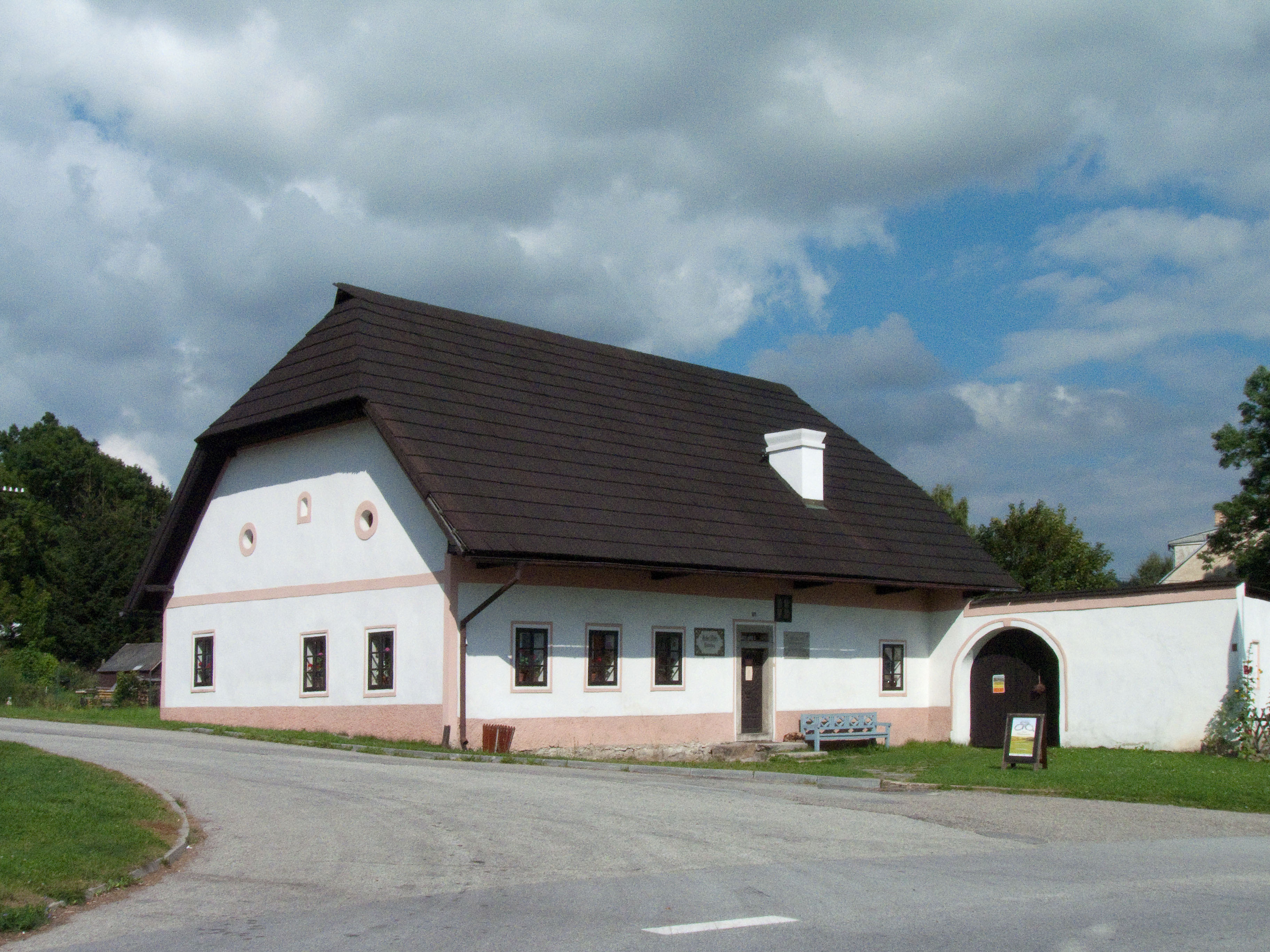
Будинок Адальберта Штіфтера

- Адольф Мартін Плейшл (1787—1867) — лікар-хімік та лікар.
- Адальберт Штіфтер (1805—1868) — письменник, поет, живописець, педагог